# Bertrán
Bertrán je priimek več oseb:    
- Isidoro Bertrán García, španski rimskokatoliški nadškof
- Marc Bertrán Vilanova, španski nogometaš